# Ruși (okręg Sybin)
Ruși – wieś w Rumunii, w okręgu Sybin, w gminie Slimnic. W 2011 roku liczyła 782 mieszkańców.